# 삼성 갤럭시 M51
삼성 갤럭시 M51(Samsung Galaxy M51)은 삼성전자에서 삼성 갤럭시 M 시리즈의 일부로 제조한 안드로이드 스마트폰이다. 2020년 8월 말에 발표되었고 다음 달에 출시되었다. 이 전화기에는 6.7인치 sAMOLED Plus 디스플레이, 64MP 쿼드 카메라 설정 및 7000mAh 배터리가 있다. 디자인과 사양 면에서 주로 삼성 갤럭시 A71에서 파생되었다.

## 사양

### 하드웨어
Samsung Galaxy M51에는 1080 x 2400 해상도, 20:9 종횡비, ~385ppi의 픽셀 밀도를 갖춘 sAMOLED Plus Infinity-O 디스플레이가 있다. 전화기에는 128GB의 내부 저장 장치와 6GB 또는 8GB의 RAM이 있다. microSD를 통해 저장 공간을 확장할 수 있다. 전화기는 Qualcomm SDM730 Snapdragon 730G(8 nm) Adreno 618 GPU와 쌍을 이룬다.
Samsung Galaxy M51에는 7000mAh 용량의 탈착식 리튬 폴리머가 있다. 이는 2020년 9월 기준으로 모든 Samsung Galaxy 휴대폰 중 가장 높은 배터리 용량이며 널리 사용되는 대부분의 다른 휴대폰보다 훨씬 높다.

#### 카메라
삼성 갤럭시 M51에는 후면 플라스틱의 왼쪽 상단 모서리에 "L"자 모양으로 배열된 쿼드 카메라 설정이 있다. 카메라 설정은 4K 비디오 녹화가 가능한 6400만 화소 광각 카메라, 1200만 화소 초광각 카메라, 근접 촬영을 위한 500만 화소 심도 카메라, 라이브 포커스를 위한 500만 화소 심도 센서로 구성되어 있다. 단일 32MP 전면 카메라는 디스플레이 상단 중앙의 펀치 홀에 자리 잡고 있다.

### 소프트웨어
Samsung Galaxy M51은 One UI 2.1, 안드로이드 10과 함께 제공된다.

## 역사
삼성 갤럭시 M51은 2020년 8월 31일에 발표되었다. 다음 달 2020년 9월 11일에 출시되었다.

## 같이 보기
- 삼성 갤럭시 M 시리즈
- 삼성 갤럭시